# Rambour

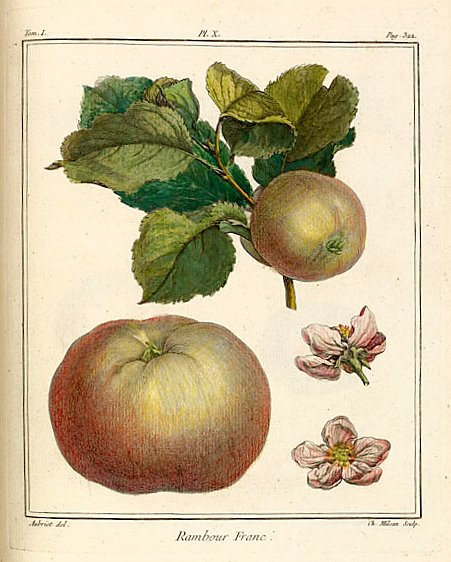
Illustration de la pomme Rambour Franc (extrait du Traité des Arbres Fruitiers par Henri Louis Duhamel du Monceau (1768).

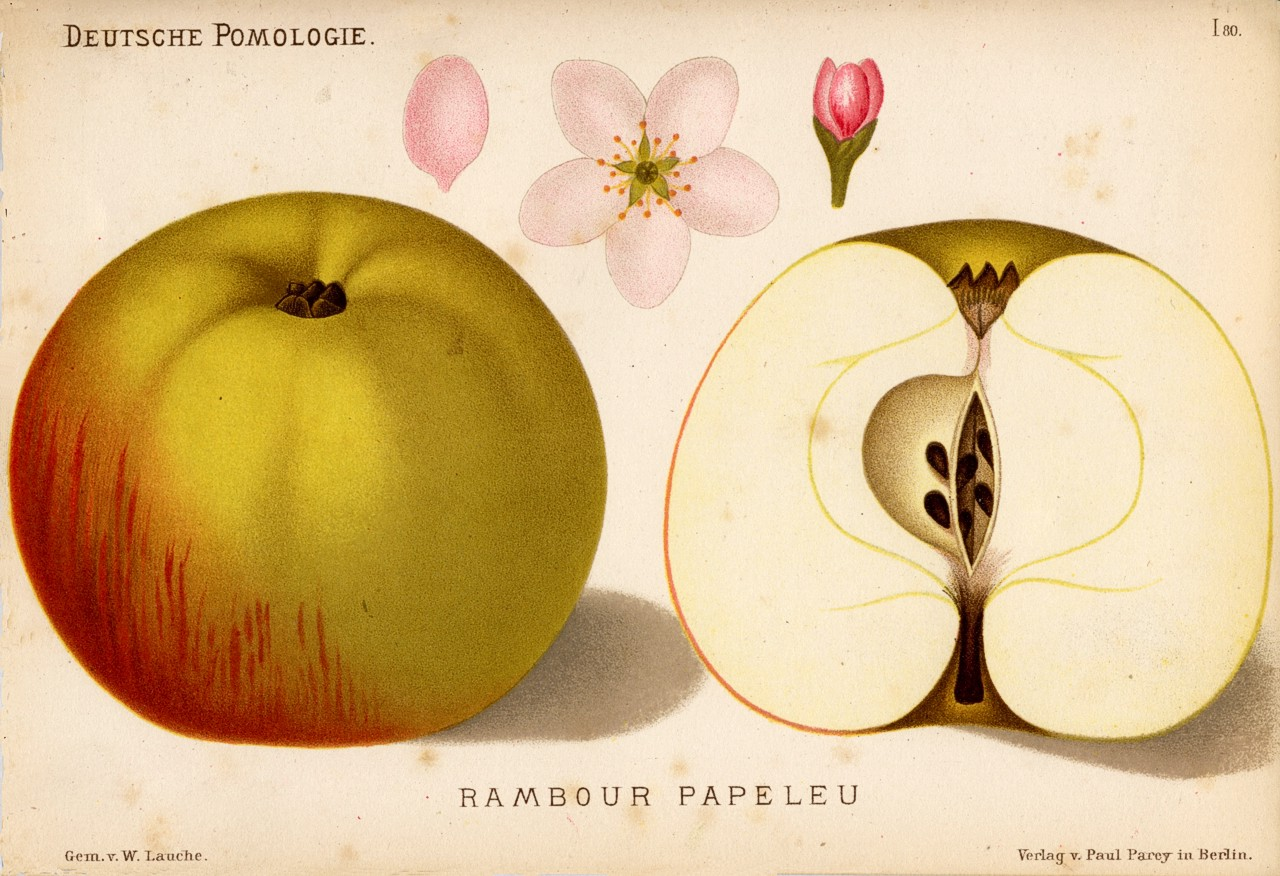
Rambour Papeleu.

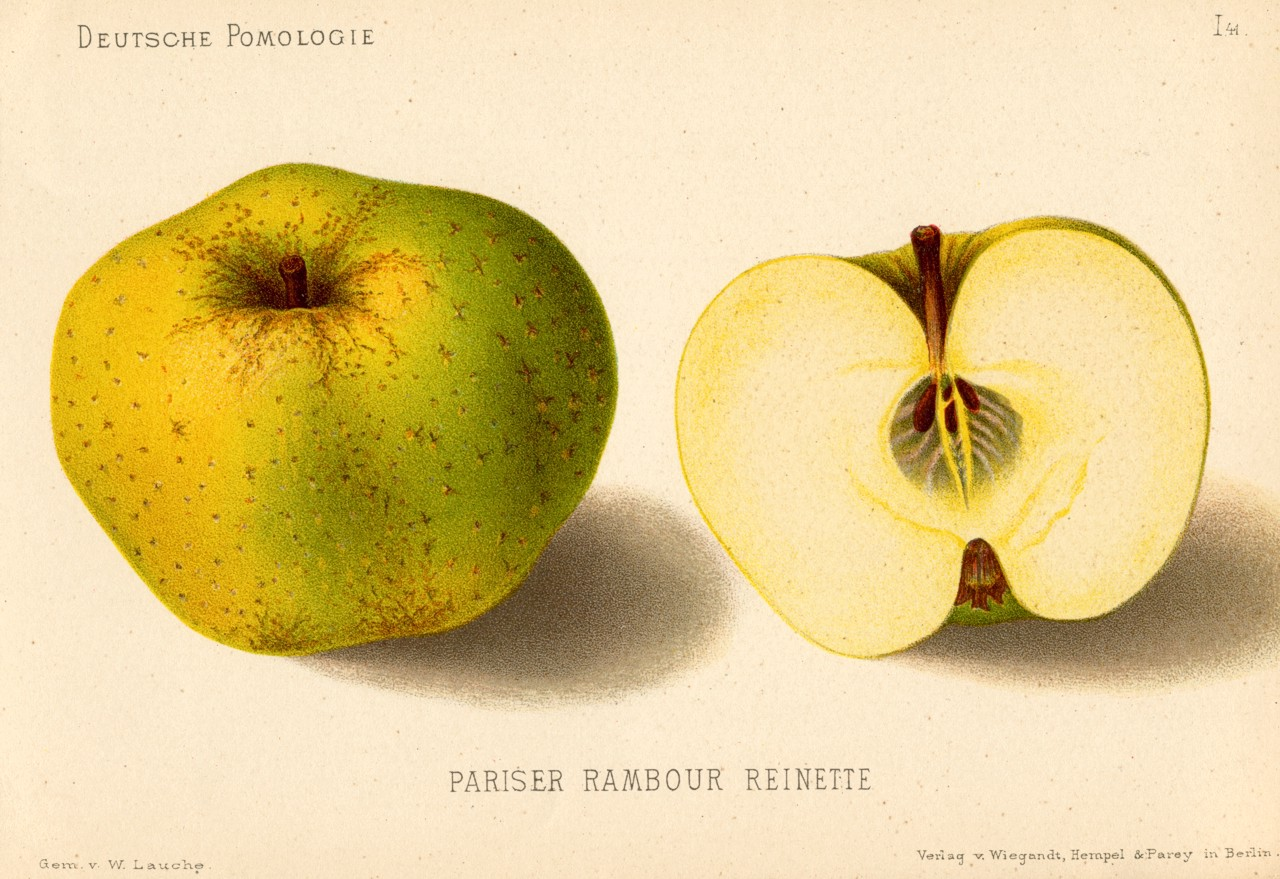
Reinette Rambour parisienne.

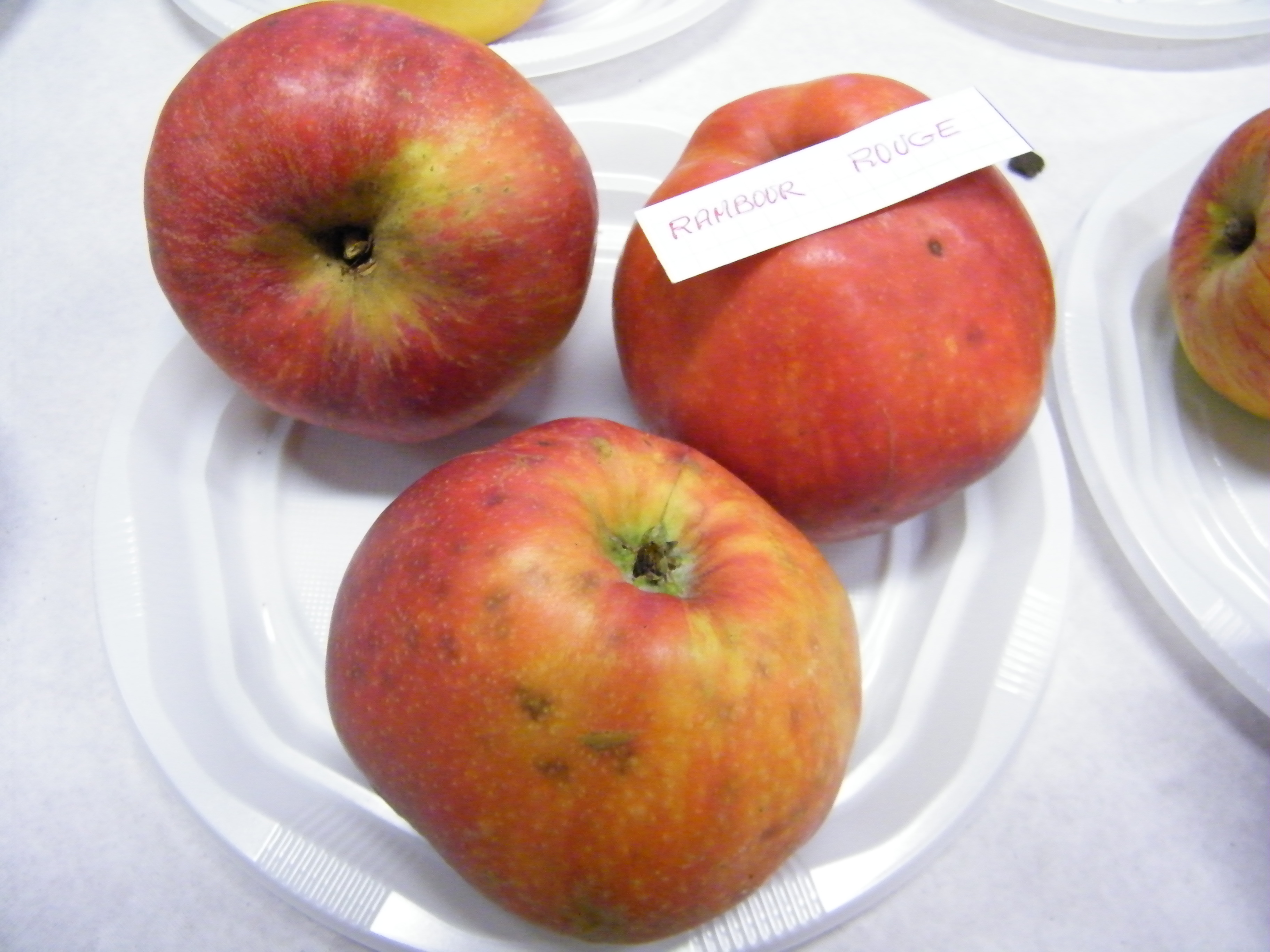
Rambour rouge.

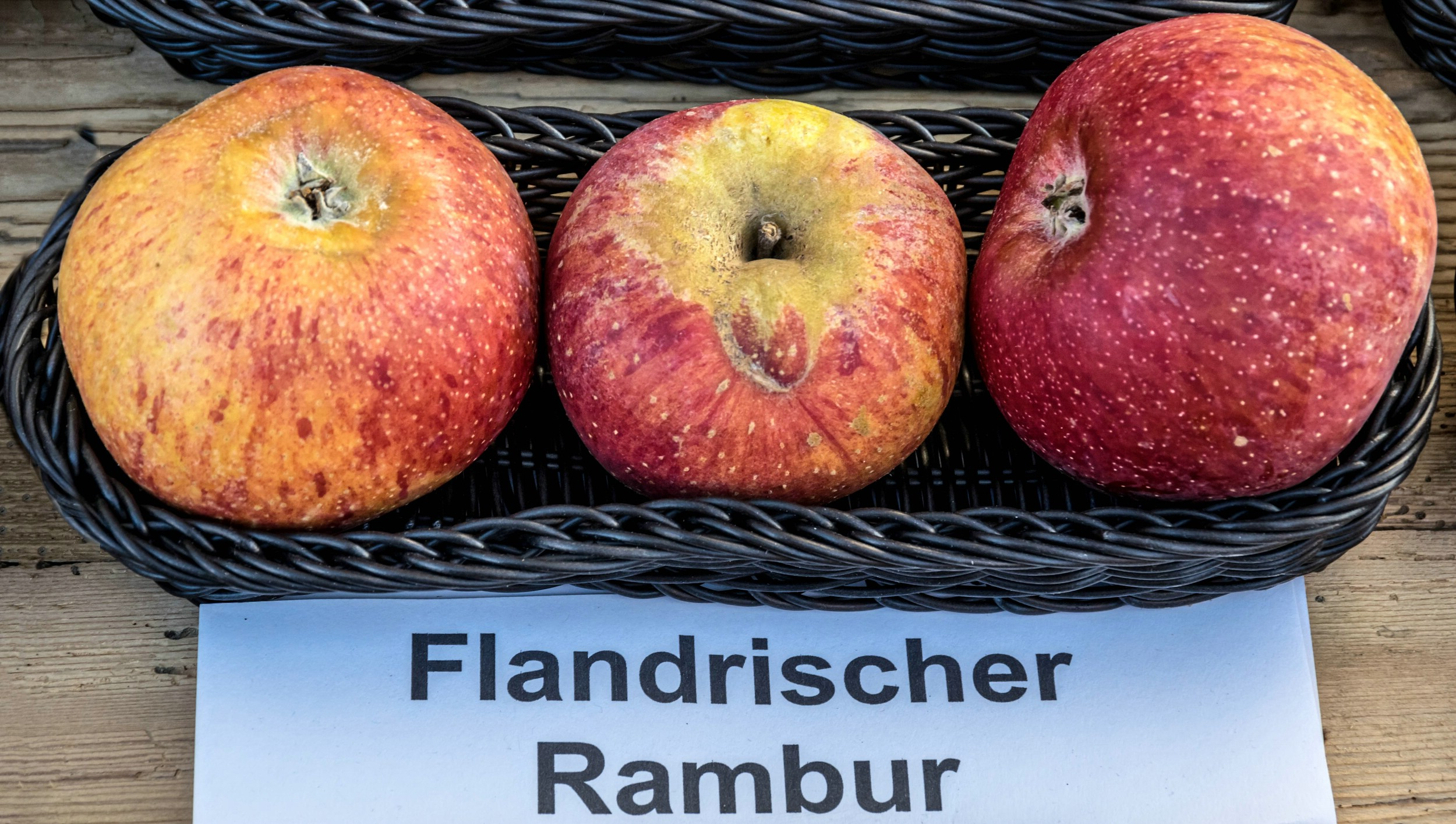
Rambour des Flandres.

Rambour est le nom de nombreuses variétés anciennes de pommes.

## Origine et historique
Le botaniste Jean Ruel fut, en 1535, celui qui, le premier, décrivit, dans son de natura stirpium, une pomme de ce nom,.

La variété Rambure d'été tirait sa dénomination de Rambures, localité située à seize kilomètres d'Abbeville (Somme). Vers 1610, un vice de prononciation modifia légèrement le nom de la pomme de Rambures : on le prononça et on l'écrivit Rambour, et l'usage a formellement consacré ce barbarisme.

## Les différents types de Rambour
- Rambour d'été, aussi appelée Rambour aigre, Rambour blanc, Rambour de Lorraine, Müschen's Rosenapfel, ou de Rambure.
- Rambour d'hiver, Rambour doux, Rambour rouge ou Rambour d'hiver du Rhin (triploïde).
- Rambour Papeleu (diploïde).
- Rambour Podolskii (diploïde).
- Rambour d'Automne (diploïde).
- Rambour de Flandre (aussi appelée Rambour rose ou Rambour rouge de Namur).
- Rambour vert.
- Rambour franc[3].
- Rambour des Flandres,
- Rambour de Pleissen.